# Luis Carretero Nieva
Luis Carretero Nieva (Segovia, 21 de junio de 1879 – Veracruz, 26 de septiembre de 1950) fue un ensayista español. 

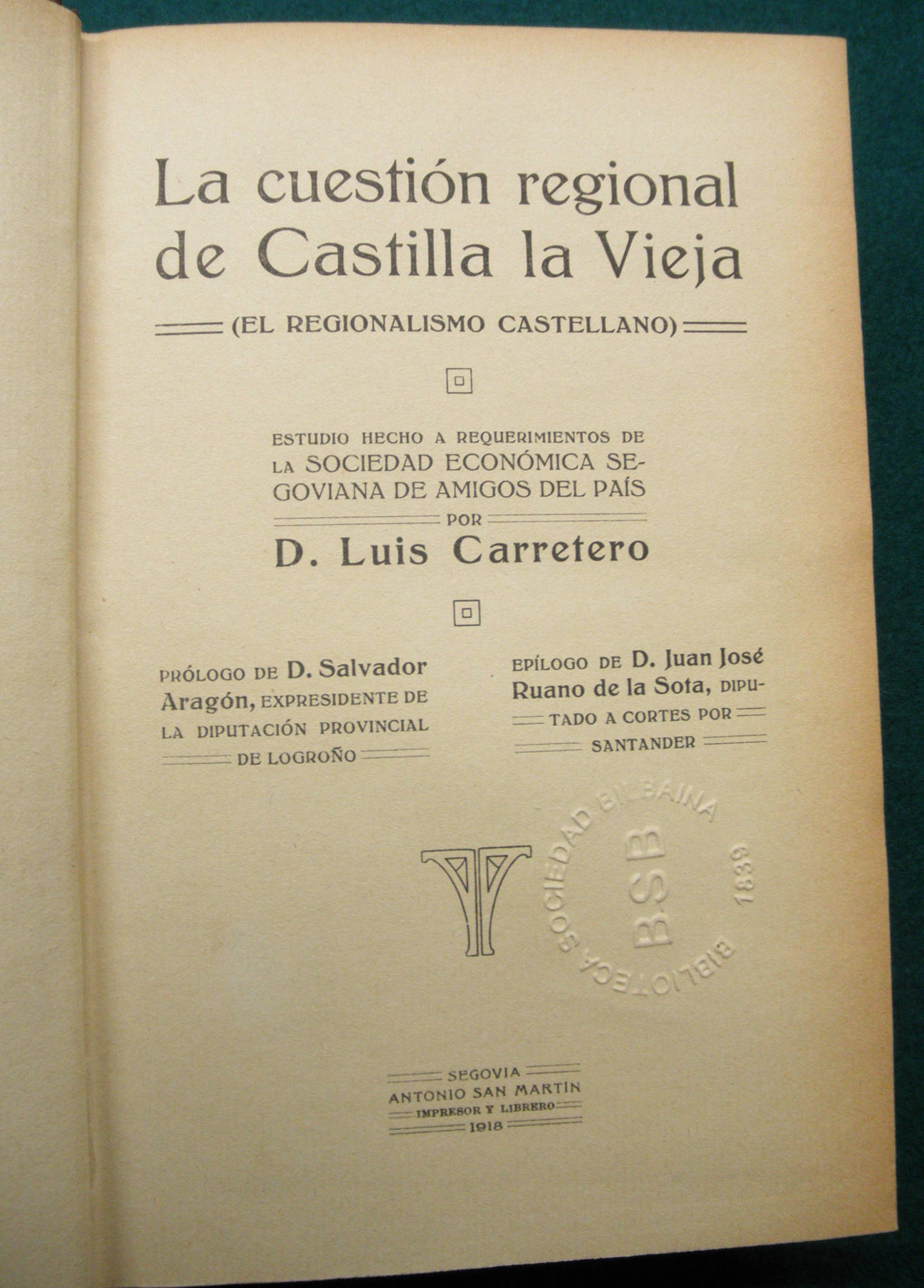
Primera página del libro: La cuestión regional de Castilla la Vieja por Luis Carretero. Fotografía tomada en la Biblioteca de la Sociedad Bilbaína (Edificio de la Sociedad Bilbaína) el 14 de diciembre de 2011 en Bilbao, España.

Autor de la obra La cuestión regional de Castilla la Vieja (El regionalismo castellano) (1917), uno de los pioneros del regionalismo en Castilla la Vieja, en la órbita arbitrista, corriente llamada hoy "condadista" o carreterista.
Luis Carretero, en su obra La cuestión regional de Castilla la Vieja (El regionalismo castellano), defendía las uniones vasco-navarra y galaico-astur, a la vez que oponía a la castellano-leonesa, y se hacía eco de la tesis de Elías Romera que defendía la provincia de Logroño fuera de Castilla la Vieja ("Concretándonos a Castilla la Vieja, hemos de advertir que Romera, coincidiendo con Martínez Lacuesta, considera a Logroño con mayores afinidades hacia Aragón (...). Para Romera, el territorio de Castilla la Vieja debe ser: el de las provincias de Santander, Burgos, Soria, Segovia y Ávila, las reconocidas por todo el mundo como afines, sobre todo en afectos y recipricidad de intereses").
El santanderino Juan José Ruano de la Sota, epiloguista de La cuestión regional de Castilla la Vieja (El regionalismo castellano) (1917), no avalaba la territorialidad castellana septentrional de Luis Carretero al no concebir Santander en Castilla sin Palencia y Valladolid. De esto se desprende que J.J. Ruano de la Sota no concebía Santander en Castilla si Palencia y Valladolid estaban fuera de ella.   
Luis Carretero tuvo que reconocer que la opción unitaria, la de Castilla la Vieja y León, usaba "un método fundamentalmente científico" y destacaba de ella "la capacidad intelectual". En la misma línea, Ignacio Carral, discípulo de Luis Carretero Nieva, admitió en 1931 que "si por propia voluntad León y Castilla -que tantas veces cruzaron su historia, quisieran unirse, unidas deberían presentarse ante España en una sola personalidad regional (...)".
También Comunidad Castellana (CC), una de las organizaciones herederas del pensamiento de Luis Carretero y fundada en febrero de 1977, a la altura de 1978 ya consideraba "la federación de tres regiones: Castilla, León y La Mancha".
Padre del también ensayista Anselmo Carretero (1908-2002).